# استفان لازارویچ
استفان لازارویچ (سیریلیک صربی: Стефан Лазаревић ح. ۱۳۷۷–۱۴۲۷) که همچنین با نام استفان بلند (صربی: Стефан Високи) نیز شناخته می‌شود، فرمانروای صربستان به عنوان شاهزاده (۱۳۸۹–۱۴۰۲) و حاکم مطلق (۱۴۰۲–۱۴۲۷) بود. او که پسر شاهزاده لازار هربلیانویچ بود، به عنوان یکی از برترین شوالیه‌ها و رهبران نظامی زمان خود شناخته می‌شود. پس از مرگ پدرش در نبرد کوزوو، او فرمانروای صربستان موراویایی شد و در کنار مادرش میلیسا تا سال ۱۳۹۳ که به بزرگسالی رسید حکم راند. استفان در چندین نبرد به عنوان خراجگزار عثمانی سربازان را رهبری کرد تا در نهایت در سال ۱۴۰۲ ادعای استقلال کرد و عنوان دسپوت را از بیزانس‌ها دریافت کرد.